# Heinrich Kleibauer
Heinrich Kleibauer (* 16. Januar 1882 in Derne; † 28. Oktober 1973 in Gummersbach) war ein plattdeutscher Autor.

## Leben
Kleibauer wurde als Sohn eines Bäckers und Gastwirts in Derne bei Dortmund geboren. Von 1897 bis 1903 besuchte er die Ausbildungsstätte für Volksschullehrer („Präparandie“) in Laasphe und das Lehrerseminar in Hilchenbach. Von 1903 bis 1922 unterrichtete er – unterbrochen von der Teilnahme am Ersten Weltkrieg – in Iserlohn-Obergrüne und von 1922 bis 1925 als Gewerbeoberlehrer in Iserlohn. Von 1925 bis 1945 war er Direktor der Gewerblichen und Hauswirtschaftlichen Berufsschule in Gummersbach. 
Seit 1908 verfasste Kleibauer plattdeutsche Erzählungen. Er war Vorsitzender der Abteilung Lethmathe-Günne des Sauerländischen Gebirgsvereins (SGV) und Gründungsmitglied sowie Zweiter Vorsitzender des Kreisheimatbundes Iserlohn. 
Er gehörte zum Kreis derer, die 1957 „aus konservativ verengter Sicht“ gegen die Auszeichnung Ernst Meisters mit dem westfälischen Literaturpreis „protestierten und polemisierten“. Mit seiner Ablehnung stand er im Gegensatz zu Josefa Berens-Totenohl, die Meisters „Leistungen“ als „Dichter“ anerkannte. Vorausgegangen war der Schmallenberger Dichterstreit 1956, in dem Meister im Konflikt um die NS-Belastung der westfälischen Literaturszene eine führende Rolle auf der Seite der Kritiker eingenommen hatte.
Kleibauer war befreundet mit Karl Wagenfeld und Heinrich Luhmann.
Besonders bekannt wurden Kleibauers Sagensammlungen und seine plattdeutschen Geschichten, die in vielen regionalen Kalendern, Zeitungen und Zeitschriften abgedruckt wurden.

## Ehrungen
- Bundesverdienstkreuz am Bande (23. Juli 1962)[1][4]

## Schriften
- Sagen des Stadt- und Landkreises Iserlohn. Wichelhoven, Iserlohn, 2. Aufl. 1924.
- Hatte Buernköppe. Plattdeutsche Erzählungen aus dem Herzen Westfalens. Dortmund 1924.
- De Reise nao de Dechenhöhle. Iserlohn 1924.
- mit Hermann Esser: Heimatbuch des Stadt- und Landkreises Iserlohn. Iserlohn 1925.
- Die Dechenhöhle. Ein Führer durch des Sauerlandes unterirdisches Zauberreich. Grüne 1938.
- Die Sagen des Oberbergischen Landes. Gesammelt und erzählt. Florestan Verlag Gummersbach 1947.
- Das Hünentor. Märkische Sagen (= Kleine westfälische Reihe 4, H. 8), Gummersbach 1961.
- mit W. Bröcker: Bu dei Ollen sungen, sollt twitschern dä Jungen. Gedichte in diär Häimessproke. Plettenberg 1961.
- Wanderungen durch das Oberbergische Land. Gummersbach 1961.
- De drei Buernjungs und andere plattdeutsche Märchen (= Kleine westfälische Reihe 4, H. 8), Münster 1963.